# Jaromír Nohavica

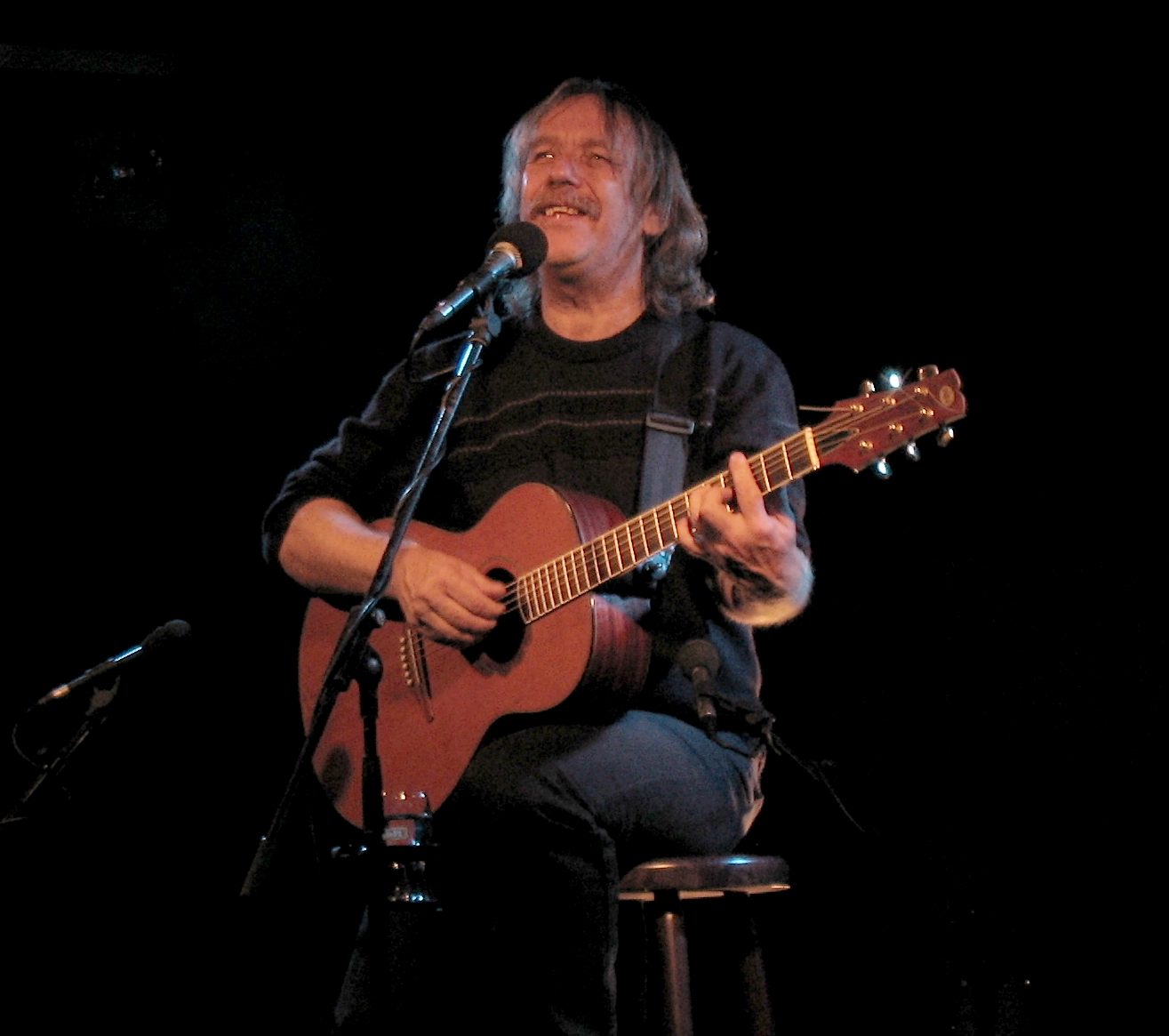
Jaromír Nohavica, Poznań, 2006

Jaromír Nohavica (ur. 7 czerwca 1953 w Ostrawie) – czeski bard, kompozytor i poeta.
Piosenki Nohavicy mają bardzo różny charakter. Są wśród nich zarówno poetyckie, pełne zadumy ballady, jak i wesołe, wręcz rubaszne pieśni. W 2009 roku polscy artyści nagrali dwupłytowy album Świat według Nohavicy z piosenkami Nohavicy we własnych interpretacjach i tłumaczeniach Antoniego Murackiego. Zaśpiewał piosenkę do programu Rozmówki Polsko-Czeskie emitowanego w TVP Wrocław i TVP Polonia oraz ČT24.
Jego nazwiskiem została nazwana planetoida (6539) Nohavica.

## Życiorys
Początkowo pisał teksty dla innych wykonawców, pracował m.in. w bibliotece w Czeskim Cieszynie. Zasłynął w tamtych czasach głównie piosenką Lásko, voníš deštěm (Miłości, pachniesz deszczem) dla Marii Rottrovej. Dopiero od 1982 roku, namówiony przez przyjaciół, zaczął sam wykonywać swoje utwory. Od tej pory stał się popularnym wykonawcą, a od lat 90. jest stale w czołówce najpopularniejszych czeskich pieśniarzy.
Poza Czechami i Słowacją sporą popularnością cieszy się również w Polsce, gdzie regularnie koncertuje od 1997 roku. Twórczość Nohavicy, mieszkającego na pograniczu kultur na Śląsku Cieszyńskim, przesiąknięta jest również polskimi akcentami, a artysta swobodnie mówi po polsku (prowadzi konferansjerkę swoich koncertów po polsku, choć twierdzi, że nigdy się nie uczył tego języka). Niektóre piosenki, zwłaszcza na koncertach, wykonuje w polskim tłumaczeniu. W 2009 roku ukazał się dwupłytowy album Świat według Nohavicy, z piosenkami Nohavicy w polskim tłumaczeniu i wykonaniu polskich artystów. Na początku 2013 roku jego utwór „Minulost” (w języku czeskim) trafił na pierwsze miejsce Listy Przebojów Programu III Polskiego Radia i pozostawał tam przez kilka tygodni. W październiku 2013 Nohavica został uhonorowany nagrodą Diament Trójki.
Napisał ponad 400 piosenek. Gra na gitarze i akordeonie (heligonce) lub występuje z zespołem. Pisze własne teksty, ale także tłumaczy utwory innych wykonawców (Okudżawa, Wysocki, Cohen, Vian i inni), śpiewa też utwory Karela Kryla. Jego płyty, należące do gatunku poezji śpiewanej, należały do najlepiej sprzedających się płyt w Czechach. Płyta Divné století z 1996 uzyskała status platynowej płyty oraz tytuł Płyty roku 1996 w czeskiej ankiecie muzycznej Gramy. W 2002 roku wystąpił w roli głównej w filmie Petra Zelenki Rok diabła. Jest autorem czeskiego przekładu libretta oper Così fan tutte, Wesele Figara, Don Giovanni.
Mieszka w Ostrawie, jest kibicem miejscowego klubu piłkarskiego Baník. Wraz z fanami nagrał oficjalny hymn Baník Ostrawa pt. Baníčku my jsme s tebou (ale nie jest jego autorem, jak często podają media).

## Kontrowersje
Od 1986 był współpracownikiem czechosłowackiej służby bezpieczeństwa (Státní bezpečnost) o kryptonimie Mirek. Przekazywał informacje na temat swoich spotkań z Karelem Krylem, jednak twierdzi, że nie powiedział nic, co mogłoby komukolwiek zaszkodzić. Nohavica przyznał się do tej współpracy w roku 2006.
Po rosyjskiej agresji na Ukrainę w 2022 roku w licznych polskich miastach odwołano planowane koncerty Nohavicy, gdy okazało się, że muzyk nie zamierza zwrócić Medalu Puszkina. Występy Nohavicy odwołano również w niektórych miastach w Czechach. Sam artysta w sposób jednoznaczny potępił wojnę i odżegnał się od popierania Władimira Putina, jednocześnie zapowiadając w rozmowie z dziennikarzami serwisu iDnes.cz, że nie zamierza zwracać odznaczenia otrzymanego w 2018 roku z rąk Putina, gdyż „dostał go za śpiewanie, a nie za działania wojenne”. W wywiadzie udzielonym „Gazecie Wyborczej” zwrócił uwagę na fakt, że odznaczonych Medalem Puszkina zostało wielu Europejczyków, a samą nagrodę ustanowiono jeszcze w czasach prezydentury Borysa Jelcyna.

## Życie prywatne
Żonaty z Martiną, z którą ma dwoje dzieci: syna Jakuba i córkę Lenkę.
W 1997 roku Nohavica zdobył tytuł mistrza Czech w scrabble.
Jaromír Nohavica jest niepijącym alkoholikiem. Mówi o tym otwarcie, ostrzegając tym samym innych przed konsekwencjami. Podczas pogadanek z publicznością przybliża swoją „Nohavicową teorię góry alkoholowej”, która zawarta została również w fabule filmu Rok diabła.

## Odznaczenia

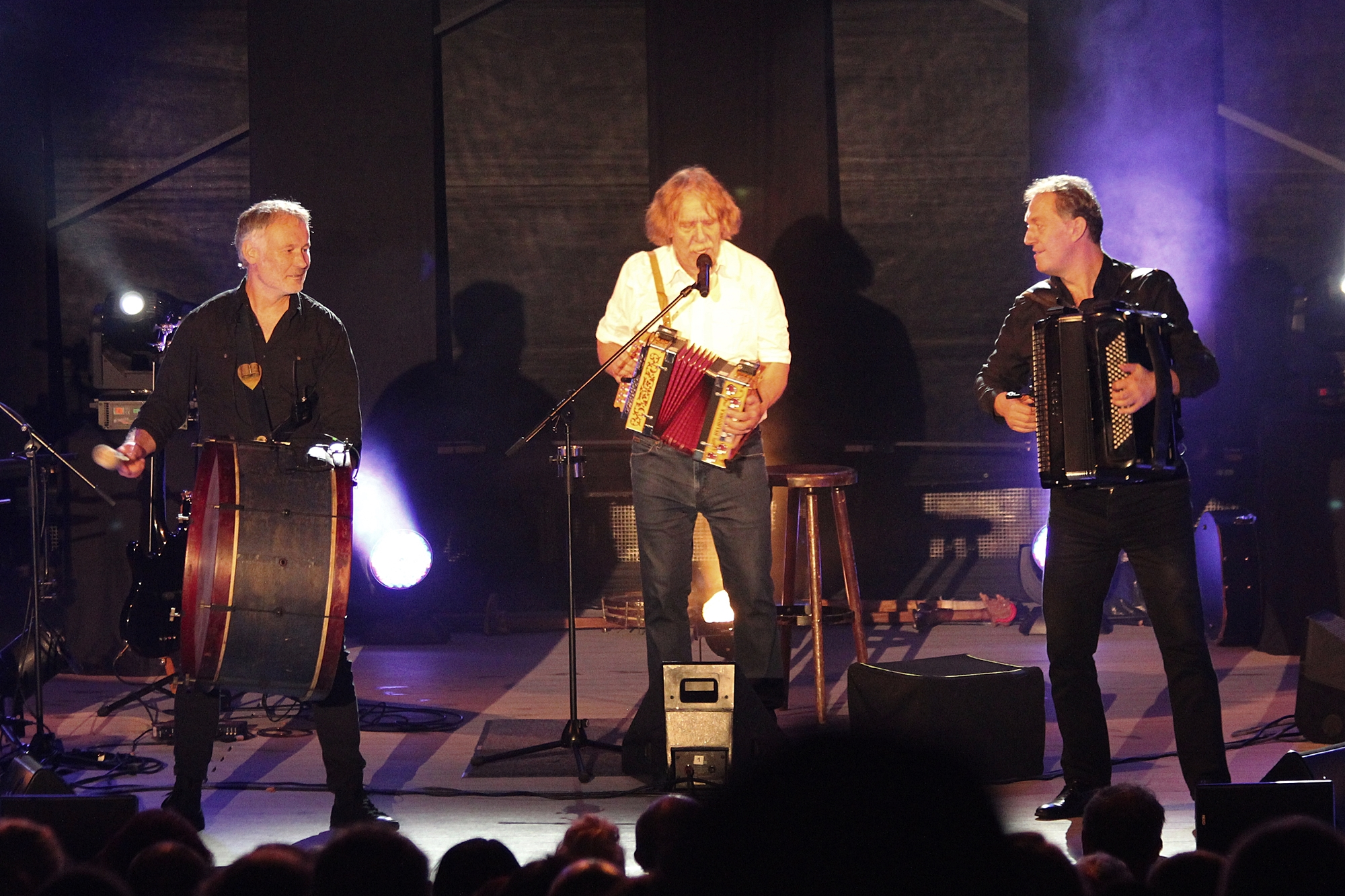
Jaromír Nohavica z akordeonistą Robertem Kuśmierskim i perkusistą Pavlem Planką podczas koncertu w Ostrawie-Porubie w 2019 roku

- Medalem Za Zasługi (Czechy, 2017)[9]
- Medal Puszkina (Rosja, 2018)[10]

## Dyskografia

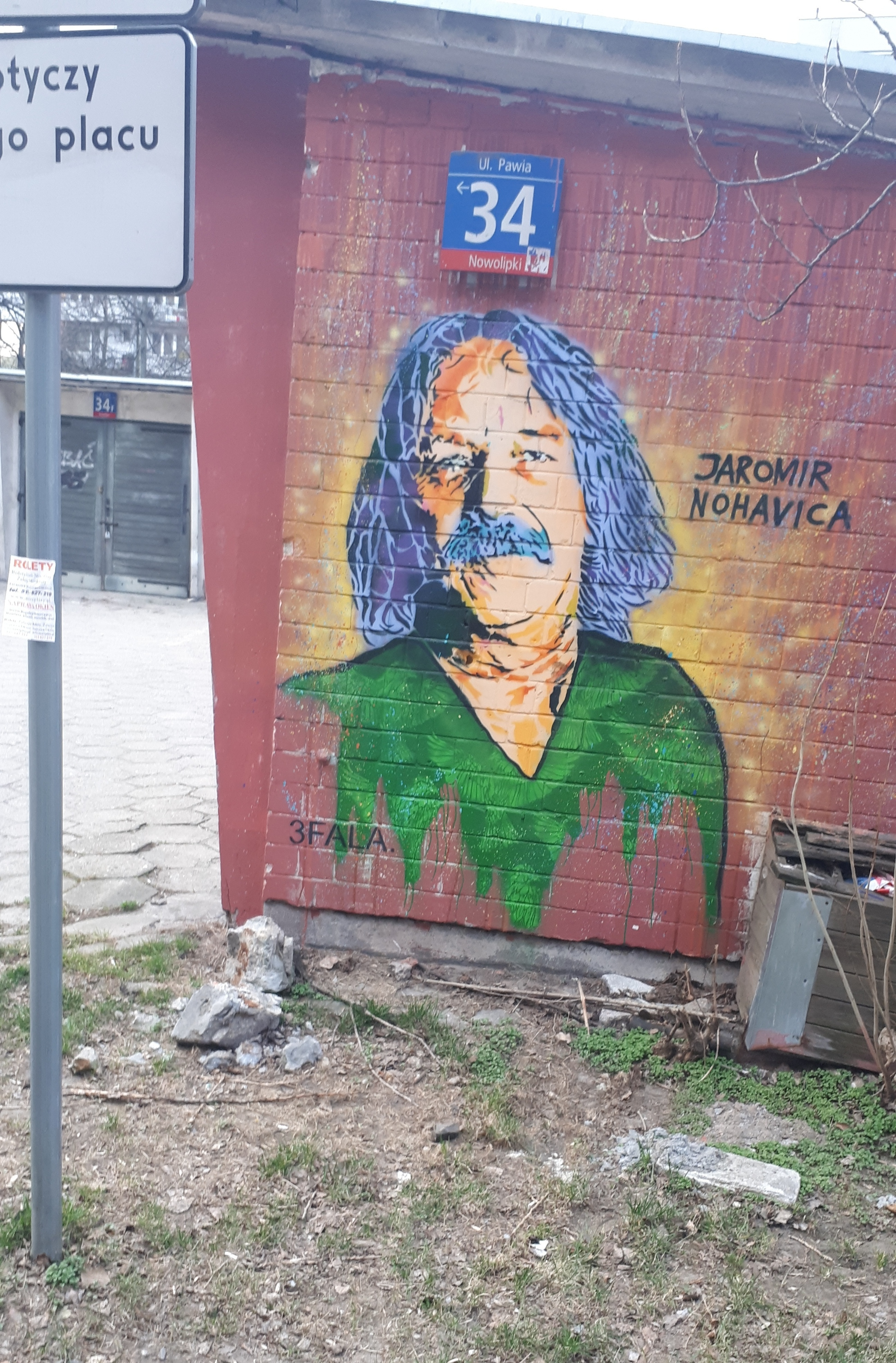
mural w Warszawie

Tylko płyty długogrające (LP) – w nawiasie polskie tłumaczenia tytułów:
- 1988: Darmoděj (Darmodziej)
- 1989: Osmá barva duhy (Ósmy kolor tęczy)
- 1990: V tom roce pitomém (W tym durnym roku)
- 1993: Mikymauzoleum (Mikimauzoleum)
- 1994: Tři čuníci (Trzy świnki)
- 1995: Darmoděj a další (Darmodziej i inne)
- 1996: Divné století (Dziwne stulecie)
- 1998: Koncert – J. Nohavica & Kapela (Koncert – płyta koncertowa)
- 2000: Moje smutné srdce (Moje smutne serce)
- 2002: Rok ďábla (Rok diabła – ścieżka dźwiękowa)
- 2003: Babylon (Babilon)
- 2006: Pražská pálená (Praska palona) – płyta z praskich koncertów, nie wydana, lecz oficjalnie udostępniona w Internecie do wypalenia na CD.
- 2006: Doma (W domu) – zapis koncertu na żywo w hali Karolina w Ostrawie – wersja DVD plus CD.
- 2006: Od Jarka pod stromeček (Od Jarka pod choinkę) – płyta niewydana, lecz oficjalnie udostępniona w Internecie do wypalenia na CD.
- 2008: Ikarus (Ikarus)
- 2009: Jarek Nohavica v Lucerně (Jarek Nohavica w Lucernie) – praski koncert z 16 kwietnia 2009 dostępny w wersjach CD i DVD.
- 2012: Tak mě tu máš (ZPAV: złota płyta[11])
- 2013: Kometa - The Best of Nohavica (ZPAV: platynowa płyta[12])
- 2014: Jarek Nohavica a přátelé
- 2017: Poruba  (ZPAV: platynowa płyta[13])
- 2018: v Gongu - koncert zarejestrowany w 2012 roku z orkiestrą Janáčkovou filharmonií w Ostrawie[14]
- 2020: Máma mi na krk dala klíč (Mama mi dała na szyję klucz)[15]